# In the Key of G
In the Key of G är Gilbert O'Sullivans åttonde studioalbum, utgivet i november 1989 på skivbolaget Dover Records. Albumet är producerat av Gilbert O'Sullivan.
Till stor del är detta album identiskt med albumet Frobisher Drive som gavs ut endast i Tyskland (och distribuerades i Sverige) i november 1987. Två låtar är dock utbytta: Nyinspelningen av "We Will" och "Forever Wandering" från Frobisher Drive saknas (den senare återfinns dock på återutgvningen från 2013) och istället har "Gordon Bennett" och "To the Extreme" tillkommit. "Lost a Friend" förekommer här också i en ny version. På grund av likheten mellan albumen kallas båda albumen för nummer åtta här.

## Låtlista
Placering i England=UK
1. Lost A Friend
2. At the Very Mention of Your Name
3. What am I Doing Here With You
4. If I Start With the Chorus
5. So What (UK #40)
6. The Way Things Used to be
7. I Don't Trust Men With Earrings in Their Ears
8. Gordon Bennett
9. To the Extreme
10. Stick in the Mud
11. I Have My Coat to Keep me Warm (B-sidan till singeln "Two's Company" från 2002)
12. Forever Wondering (från det tyskutgivna albumet Frobisher Drive)
13. At The Very Mention Of Your Name (singelversionen)
14. In A Nutshell (B-sidan till singeln "So What")
15. So What (förlängd 12"-remix)

Fotnot: Spår 11 -15 är bonusspår på nyutgåvan som gavs ut på skivbolaget Salvo 8 april 2013.
Samtliga låtar är skrivna av Gilbert O'Sullivan.